# Carlos Rabascall Salazar
Carlos Xavier Rabascall Salazar (Guayaquil, 3 de setembre de 1960) és un periodista, enginyer comercial, empresari i consultor polític equatorià. El 2017 va ser membre del Front de Transparència i Lluita Contra la Corrupció, organisme encarregat de proposar polítiques de prevenció de la corrupció en el sector públic i privat. El desembre de 2020 es va confirmar que formaria part del binomi de la coalició política Unión por la Esperanza al costat d'Andrés Arauz en les eleccions presidencials de l'Equador previstes per al febrer de 2021.

## Biografia
Va néixer a Guayaquil el 3 de setembre de 1960 en el si d'una família de classe mitjana. A causa dels efectes del fàrmac Talidomida que afectava a la formació del nounat va néixer sense una cama, una situació que li va generar una «infància dura a causa de la discriminació» segons ha explicat. Va realitzar la seva formació bàsica al Col·legi La Salle i més tard es va graduar com a enginyer comercial a la Universitat Catòlica de Santiago de Guayaquil. També ha participat en el Programa de Governabilitat i Gerència Política de la Universitat Catòlica de Guayaquil sota l'auspici de la George Washington University.

### Trajectòria periodística
Va començar en el món de la comunicació el 2004, quan Alfredo Adum, gerent de el Grup Caravana, el va convidar a conduir un programa d'entrevistes. Entre 2004 i 2017 va conduir diversos espais d'entrevistes i opinió, primer en mitjans privats i després al canal públic Equador TV, mitjà en el qual va treballar des d'agost de 2014 com a col·laborador extern. El 2016 va ser distingit amb el Premi «Eloy Alfaro, Símbolo de Libertad» de la Confederació Nacional de Periodistes de l'Equador com a millor entrevistador de la televisió equatoriana. El desembre 2017 va renunciar als programes que dirigia a Equador TV declarant que existia una «diferència de criteris sobre l'agenda de convidats». Rabascall es va negar a entrevistar César Ricaurte, director de Fundamedios, qui segons Rabascall s'havia dedicat en els últims anys a qüestionar els mitjans públics.
També a través de l'empresa de comunicació que porta el seu nom ha treballat en comunicació estratègica i com a consultor polític en campanyes presidencials, d'assembleistes i de prefectures.

### Trajectòria acadèmica
En l'àmbit acadèmic ha estat membre del Consell Directiu de la facultat d'Economia i Administració de la Universitat Catòlica de Santiago de Guayaquil, i ha estat professor de les facultats d'Economia i Enginyeria de Sistemes.

### Trajectòria institucional
Rabascal ha treballat com a consultor sobre anàlisi d'impactes de la política pública en sectors productius, temes d'economia popular i solidària i desenvolupament local relacionats amb l'equitat territorial. En el sector públic, durant la presidència de Rafael Correa va ocupar el càrrec de director de Desenvolupament Institucional de l'extinta Secretaria Nacional de Desenvolupament Administratiu, organisme adscrit a la Presidència de la República de l'Equador que tenia per objectiu l'elaboració del Pla Nacional de Desenvolupament. A més, va formar part del Consell Nacional de Modernització de l'Estat, organisme encarregat de planificar, executar i avaluar el procés de modernització de l'Equador, en àrees com la descentralització, desconcentració administrativa, desburocratització, desmonopolització, privatització i delegació de serveis públics a la iniciativa privada.
En els inicis de Govern de Lenín Moreno va ser un dels nou integrants del Front de Transparència i Lluita Contra la Corrupció creat el juny de 2017.

### Candidatura a la vicepresidència de l'Equador
El gener de 2020, va anunciar la seva intenció de participar en les eleccions presidencials de l'Equador el 2021 reclamant «la unificació del progressisme» construint una «opció ciutadana». El 16 de setembre de 2020, la coalició Unión por la Esperanza i el moviment Centro Democrático van anunciar que seria el candidat a la vicepresidència de l'Equador per la candidatura liderada per Andrés Arauz després de la sentència judicial que impedia postular-se a l'expresident Rafael Correa. El mateix Correa va ser qui va donar la notícia de la candidatura de Rabascall a través de les xarxes socials.